# Élamite linéaire
L'élamite linéaire ou écriture proto-iranienne récente est un système d'écriture utilisé dans le sud de l'Iran, attesté essentiellement par des textes trouvés dans la ville de Suse (dans le sud-ouest de l'Iran) et utilisé depuis au moins 2300 av. J.-C. (durant le règne de Puzur-Sushinak). Le corpus de textes comprend d'autres inscriptions, notamment sur des vases en argent venant généralement de fouilles irrégulières. Les liens de cette écriture avec d'autres attestées en Iran au tout début de l'Antiquité (dont le proto-élamite) sont discutés.
Découverte en 1903, l'écriture élamite linéaire reste incomprise jusqu'en 2020 quand l'équipe de François Desset annonce son déchiffrement, ; l'article décrivant leurs résultats paraît en 2022.

## Corpus de textes en écriture élamite linéaire
Seuls une quarantaine de textes utilisant l'écriture élamite linéaire, souvent courts, sont connus en 2024. Parmi ceux-ci on retrouve,:
- 11 inscriptions attribuées au roi Puzur-Sushinak (vers 2100 avant notre ère) ;
- 8 inscriptions exhumées à Suse et vraisemblablement antérieures aux précédentes ;
- 1 vase en argent gravé retrouvé à Marvdasht (daté d'entre 2100 et 2000 av. J.-C.) ;
- 8 inscriptions sur des vases en argent retrouvés vers Kam-Firuz et datées d'entre 2000 et 1880 av. J.-C., issues d'une collection privée (collection privée Mahboubian, excavée dans les années 1920-1930 par le grand-père du propriétaire actuel et entreposée dans un coffre à Londres[6]) à l'authenticité initialement jugée douteuse. Étudiées à partir de 2015 ce sont elles qui ont finalement rendu possible le déchiffrement ;
- 5 inscriptions dans la région de Kerman datant d'entre le milieu du IIIe millénaire et le début du IIe millénaire avant notre ère ;
- 5 vases en métal gravés du sud-est de l'Iran daté d'une période à cheval entre le IIIe et le IIe millénaire ;
- 2 sceaux du début du deuxième millénaire avant notre ère.

Les supports de ces inscriptions sont variés (argile, métal ou pierre) ainsi que leur provenance lorsque celle-ci est connue. Celles-ci sont conservés à divers endroits du monde, au Louvre, dans des musées iraniens à Téhéran ou Djiroft, ou des collections privées de par le monde. Celles-ci n'ont pas tous le même sens de lecture, certaines se lisant généralement de droite à gauche ou de gauche à droite.
Parmi ces inscriptions certaines concernant le roi Puzur-Sushinak sont partiellement bilingues, l'autre écriture étant le cunéiforme notant la langue akkadienne, ce qui permet de connaître le contenu de ces textes, sans pour autant permettre le déchiffrement de la version en écriture élamite linéaire. En effet les versions cunéiformes ne sont pas des calques fidèles des versions en élamite linéaire, ce qui ne permet d'identifier que les signes servant à écrire les noms propres.

## Déchiffrement

### Vue d'ensemble
On dénombre en 2024 40 inscriptions classées comme relevant de l'élamite linéaire. On y relève une centaine de glyphes (certains pouvant être considérés comme étant des variantes d'un autre), ce qui suggère un système d'écriture phonétique. De fait, le déchiffrement de ce système d'écriture établit qu'il s'agit d'un alphasyllabaire, et le plus ancien système d'écriture purement phonétique connu (les hiéroglyphes et le cunéiforme présentent des notations mixtes, phonogrammatiques et logogrammatiques).
L'écriture élamite linéaire sert à transcrire la langue élamite,, qui est un isolat linguistique (sans rattachement avec une autre langue connue). Une grande partie de cette langue est déjà connue à partir de l'inscription trilingue de Behistun en Iran, et de nombreuses autres inscriptions bilingues ou trilingues datant de l'empire achéménide, dans lesquelles la langue élamite est écrite en utilisant l'écriture cunéiforme (vers 400 av. J.-C.), qui est entièrement déchiffrée.

### Les étapes du déchiffrement

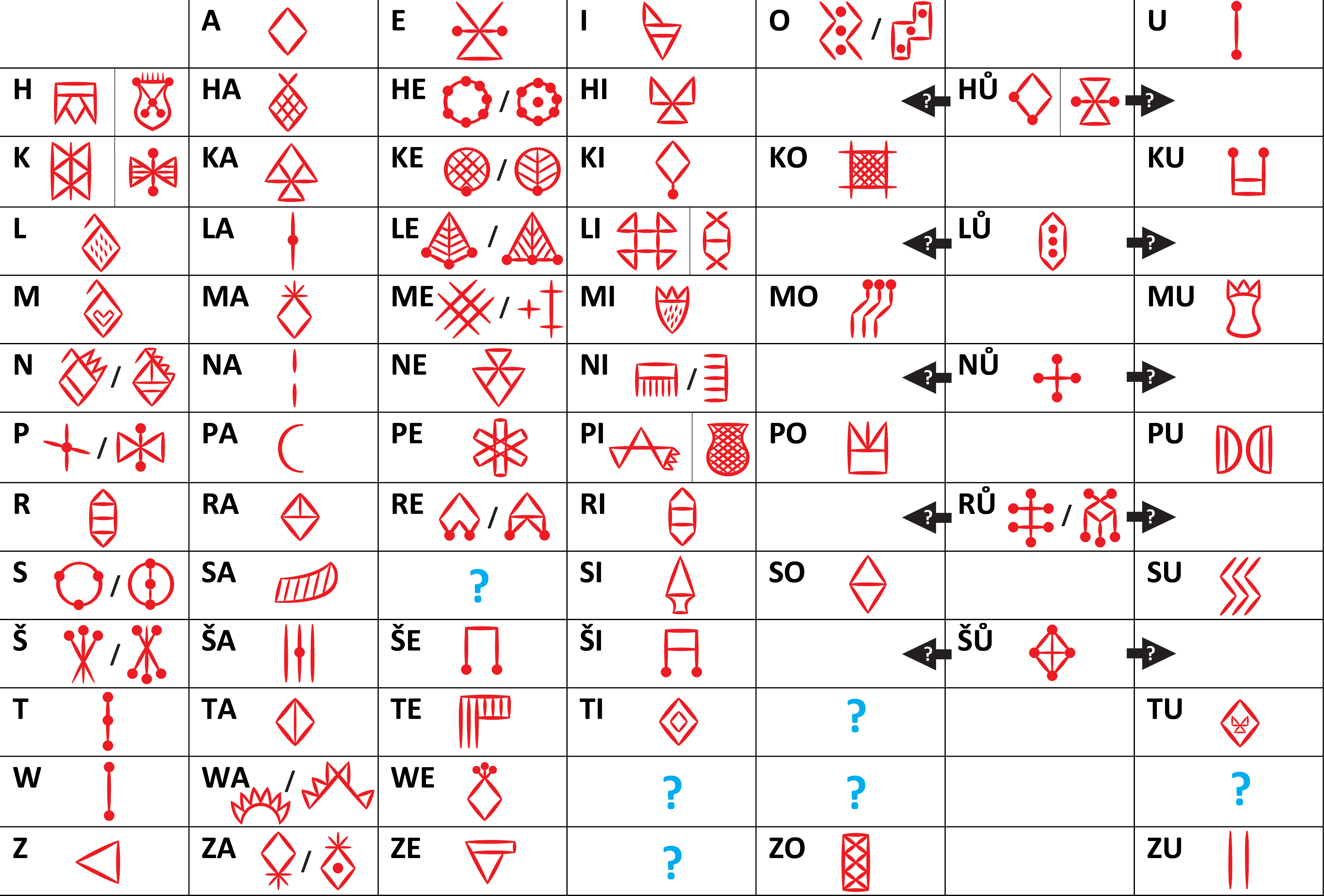
Liste des symboles de l'élamite linéaire, selon Desset et al. (2022).

L'écriture élamite linéaire sert à transcrire la langue élamite qui est également notée par l'écriture cunéiforme : c'est une situation de digraphie,. Cette situation est comparable à celle du grec ancien, noté par le linéaire B au IIe millénaire av. J.-C. et déchiffré en 1950, puis par l'alphabet grec à partir du VIIIe siècle av. J.-C. Pour déchiffrer l'écriture, il « suffit » de découvrir la valeur de la centaine de signes utilisés.
La valeur phonétique d'une dizaine de symboles avait été déterminée dès le début du XXe siècle : en effet certaines inscriptions ont été retrouvées conjointement à des textes de sens proche (mais non identique) écrits avec l'écriture cunéiforme en langue akkadienne, ce qui a permis d'identifier en élamite linéaire des noms propres de prononciation déjà connue. Il n'a cependant pas été possible d'aller plus loin par cette méthode car les textes écrits dans les deux systèmes d'écriture, élamite linéaire et cunéiforme, n'étaient pas suffisamment proches.
La découverte qui a permis d'avancer significativement est celle publiée en 2018 des 8 vases de la collection Mahboubian, d'authenticité jusque là jugée douteuse. Ceux-ci sont en effet frappés d'inscriptions rituelles stéréotypées en élamite linéaire. Sans ces vases, le déchiffrement n'aurait pas été possible. Parmi les archéologues spécialistes du Moyen-Orient ancien, souvent plutôt de la Mésopotamie, certains ont émis l'opinion qu'utiliser scientifiquement des artéfacts à la provenance douteuse pourrait encourager le pillage du patrimoine archéologique; cette position est récusée par Desset, pour qui le pillage a lieu indépendamment de la valeur scientifique des objets pillés.
Le déchiffrement repose sur une hypothèse, vérifiée a posteriori : ces inscriptions en écriture élamite linéaire ont des équivalents en écriture cunéiforme sur d'autres objets de mêmes types et périodes. En suivant cette hypothèse il a été possible de reconnaître des noms propres, notamment celui du roi Shilhaha (en) identifié grâce au doublement de la dernière syllabe.
9 inscriptions en écriture cunéiforme ont ainsi été mises en relation avec les inscriptions en écriture élamite linéaire présentes sur les vases. 2 des 9 inscriptions cunéiformes comportaient un nombre important de noms propres, titres ou formules également présentes dans les inscriptions en écriture élamite linéaire. Cela a permis d'identifier la valeur phonétique de nouveaux symboles, jusqu'aux 72 connus en 2024. Ces symboles représentent 96% des occurrences retrouvées dans les inscriptions actuellement connues. 37 caractères rares voire n'ayant qu'une unique occurrence ont une valeur encore inconnue mais qui devrait pouvoir être établie si le corpus de textes en élamite linéaire s'enrichit au fil des fouilles. Le fait que l'élamite linéaire soit une écriture entièrement phonétique n'a pas joué de rôle dans le déchiffrement car c'est une constatation qui a été faite après coup.

## Perspectives

### Étude de la langue élamite
L'élamite est une langue qui était connue bien avant 2020 mais avec néanmoins de nombreuses zones d'ombre. En effet des textes dans cette langue sont attestés en écriture cunéiforme du XXIIIe siècle au IVe siècle avant notre ère, mais de 2250 à 1500 le corpus en lanque élamite en écriture cunéiforme se réduit à moins de dix attestations : le déchiffrement de l'élamite linéaire quintuple ainsi le nombre de textes documentant les premiers stades de la langue élamite.
De plus l'écriture l'élamite linéaire est — contrairement au cunéiforme — un système d'écriture développé pour transcrire spécifiquement la langue élamite, ce qui signifie que l'étude de sa phonologie est plus aisée dans le corpus écrit en élamite linéaire.

### Écriture proto-élamite
Le premier système d'écriture attesté en Iran est l'écriture proto-élamite qui n'est pas déchiffrée en 2024. On ignore la langue qu'il transcrit. L'hypothèse la plus étudiée avant le déchiffrement de l'élamite linéaire était que le proto-élamite dérive du cunéiforme et que l'écriture élamite linéaire est indépendante de l'écriture proto-élamite. Une autre hypothèse a été émise selon laquelle l'écriture élamite linéaire serait dérivée du proto-élamite qui lui-même serait largement indépendant de l'écriture cunéiforme. Si elle est avérée, cette hypothèse pourrait ouvrir la voie à un déchiffrement de cette écriture antérieure de plus d'un demi-millénaire en Iran.
À l'appui de l'hypothèse d'un lien de dérivation entre les deux, il a été noté que certains signes proto-élamites ressemblent à des symboles élamites linéaires; mais cette ressemblance pourrait être due à un phénomène de schismogenèse de l'élamite linéaire vis-à-vis du proto-élamite, où le choix des nouveaux symboles aurait été inspiré par la redécouverte d'anciennes tablettes proto-élamites.

### Implications sociales

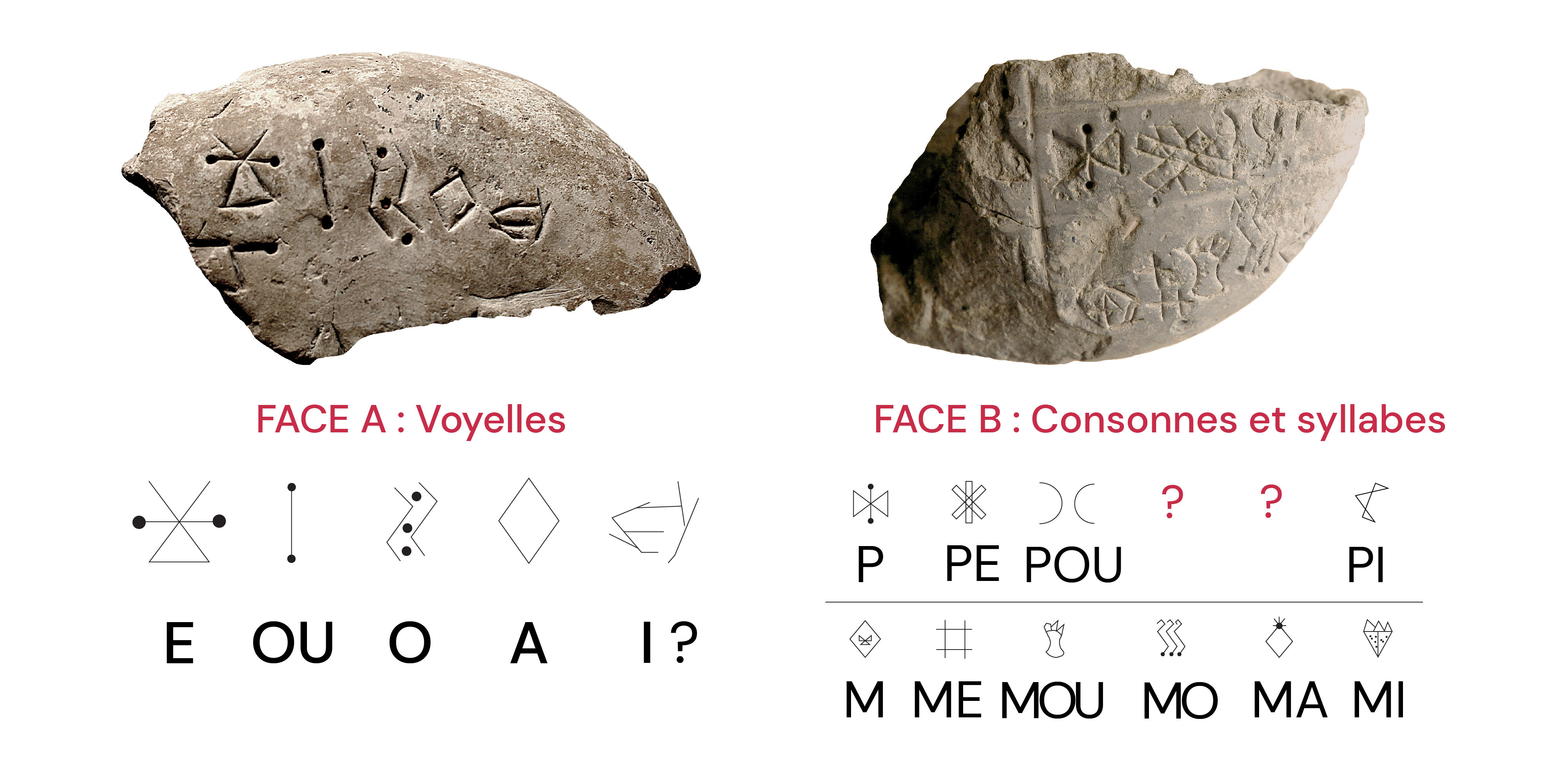
Tablette scolaire pour l'apprentissage de l'écriture élamite linéaire montrant son organisation selon voyelles et consonnes - Musée du Louvre

Les systèmes d'écriture phonétiques nécessitent moins de symboles que les systèmes en partie logographiques pour transcrire une langue. Le caractère purement phonétique de l'élamite linéaire, unique pour l'époque, permet donc d'envisager un taux d'alphabétisation plus élevé que dans des civilisations comparables en Mésopotamie ou en Égypte. Une tablette conservée au musée du Louvre atteste également que le caractère syllabaire était formalisé par les utilisateurs de l'élamite linéaire dès ses débuts,.

### Faire revivre l'écriture élamite linéaire
Au cours d'un programme de recherche de deux ans à l'ANRT (Atelier National de Recherche Typographique), Sina Fakour (designer graphique) a conçu une police de caractères numérique pour l'écriture élamite linéaire en se basant sur l'analyse d'inscriptions sur divers matériaux. Cette police, nommée Hatamti, comprend environ 300 glyphes et rend possibles la transmission et la reproduction numériques de l'écriture élamite linéaire. S.Fakour a également exploré le rôle de l'outil de gravure et du matériau dans la qualité des signes. Ce projet a été réalisé dans le cadre du programme Missing Scripts en collaboration avec François Desset.

## Galerie

Inscriptions en écriture élamite linéaire provenant de Suse. Musée du Louvre.
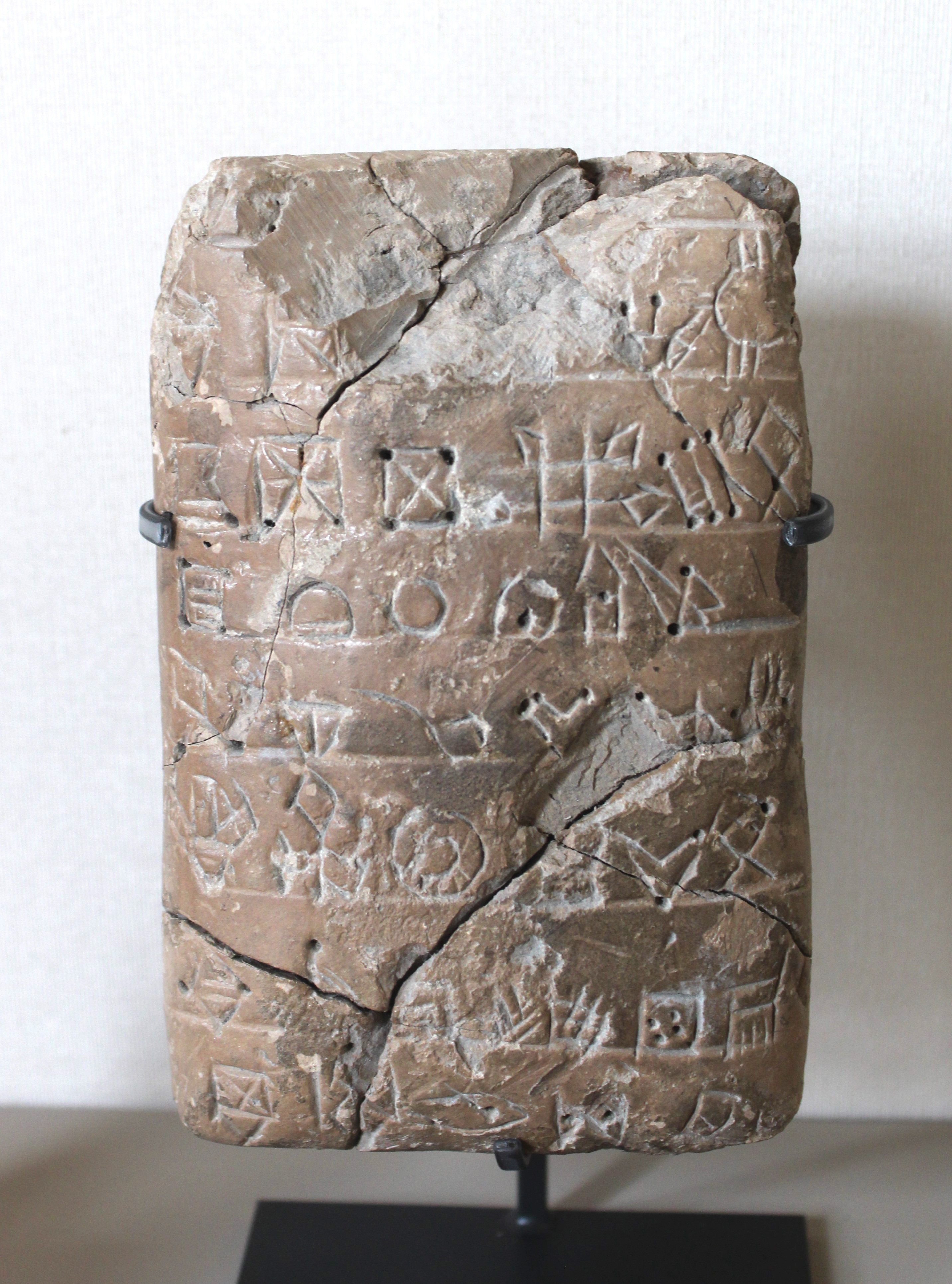
Tablette portant une inscription en écriture élamite linéaire.
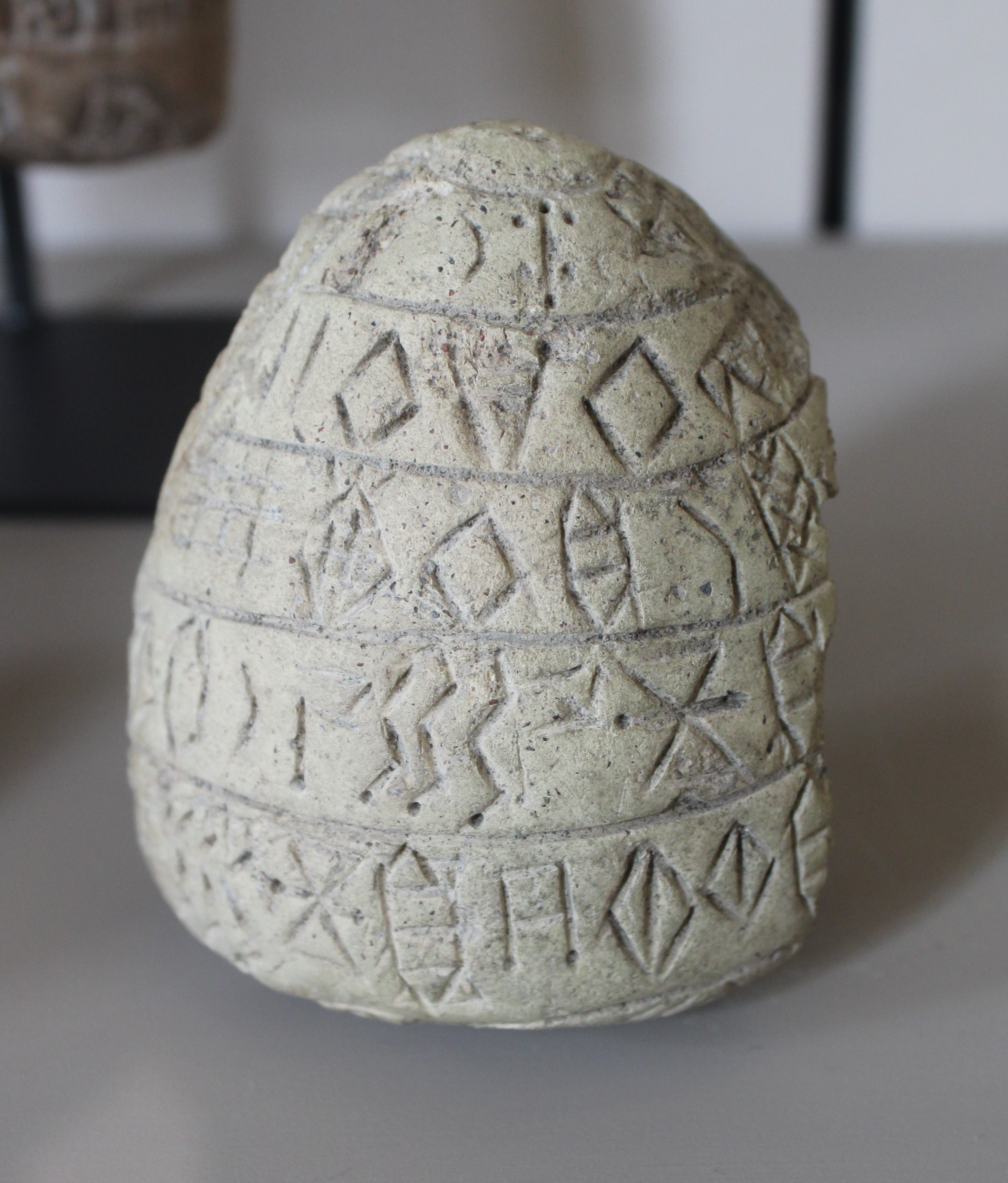
Cône portant une inscription en écriture élamite linéaire.
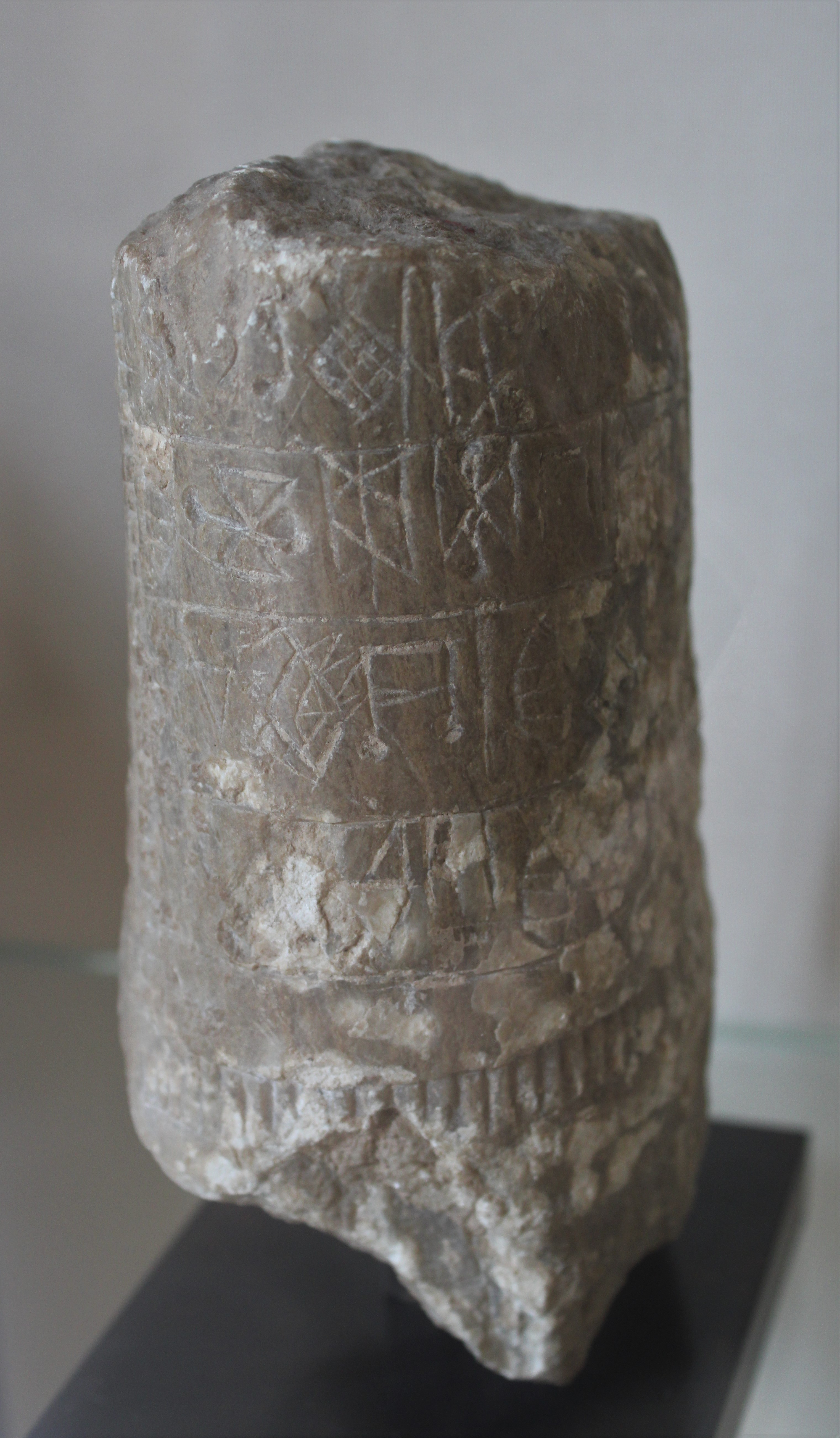
Fragment de bas de statuette avec inscription en écriture élamite linéaire.

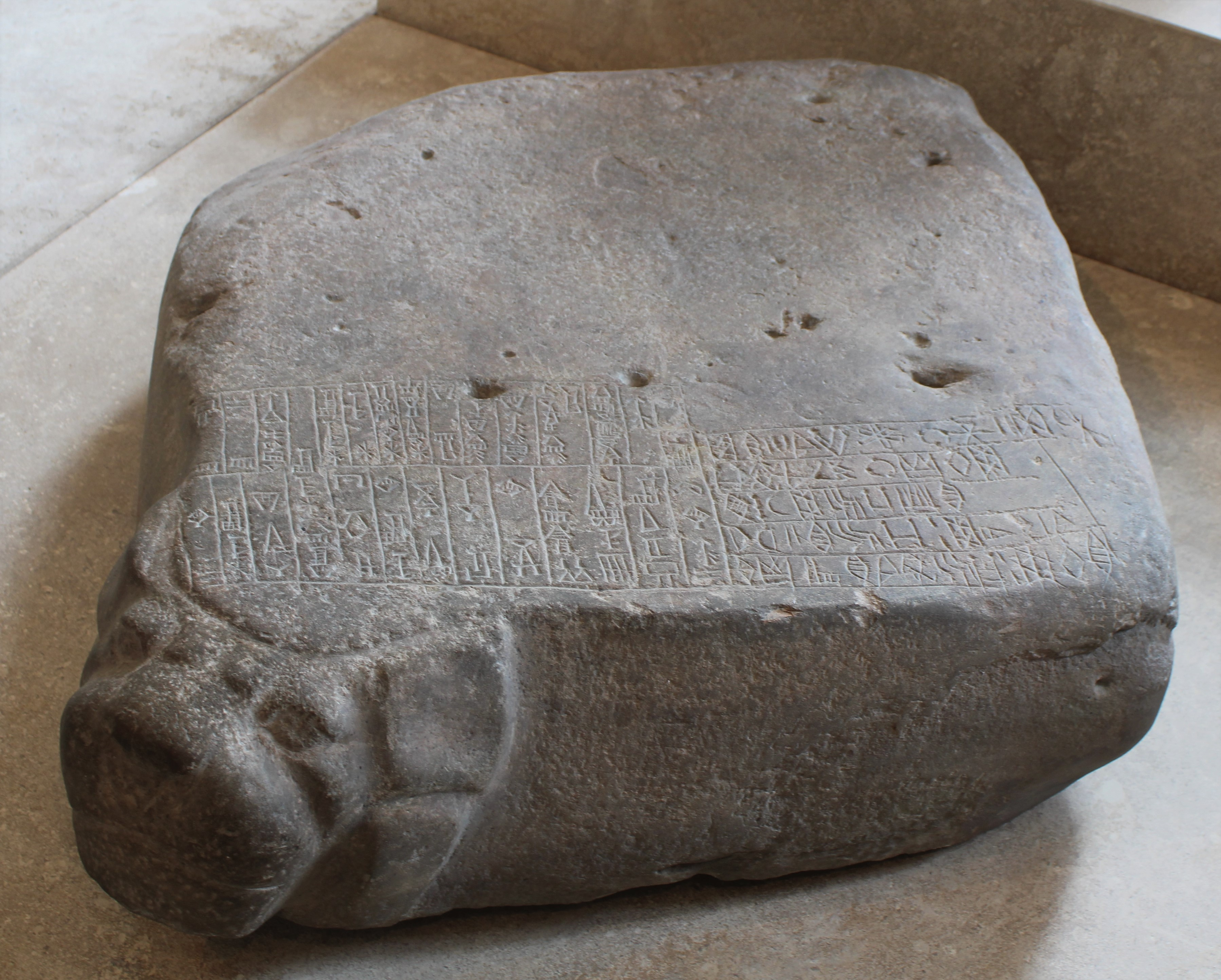
Table au lion, inscriptions en cunéiforme notant l'akkadien (gauche) et élamite linéaire (droite).
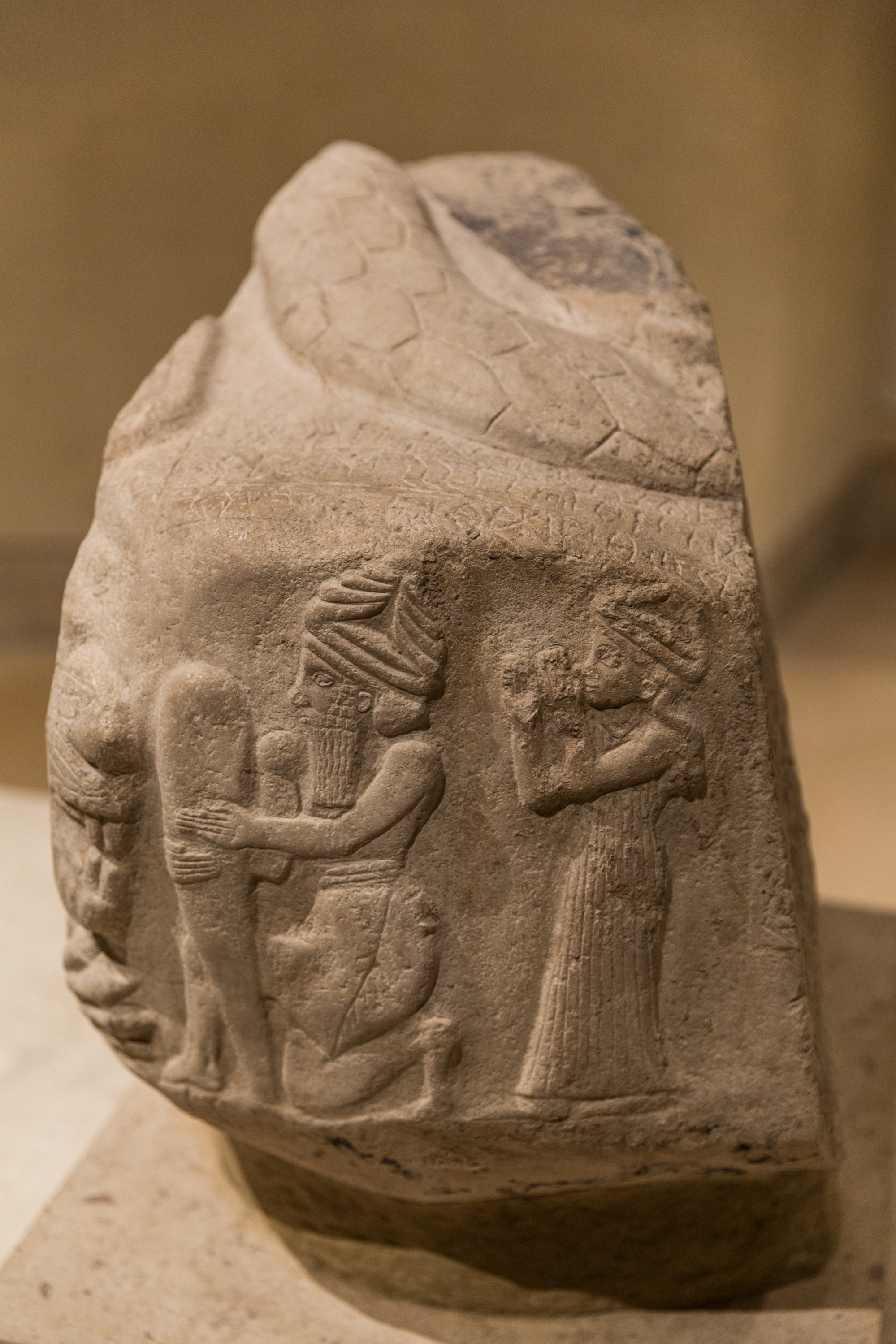
Galet perforé décoré d'un bas-relief et inscrit en écriture élamite linéaire.

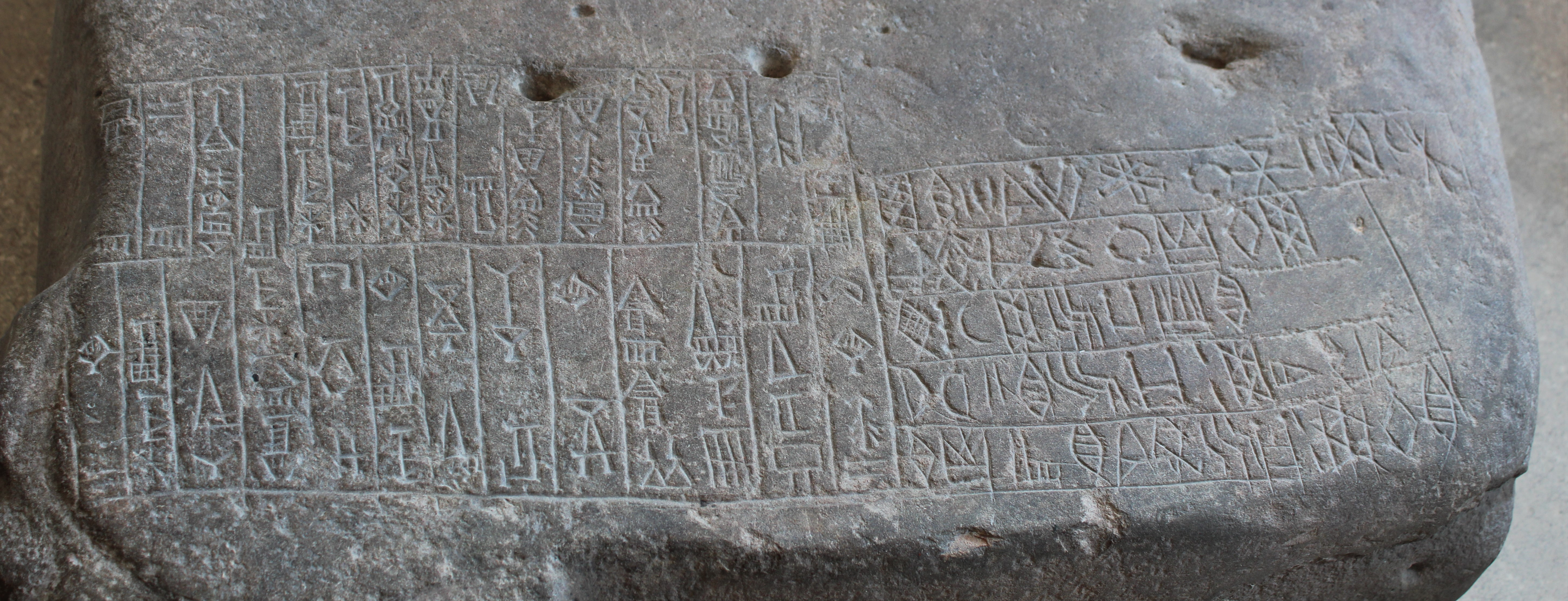
Table au lion : détail des inscriptions en écriture cunéiforme (gauche) et élamite linéaire (droite).
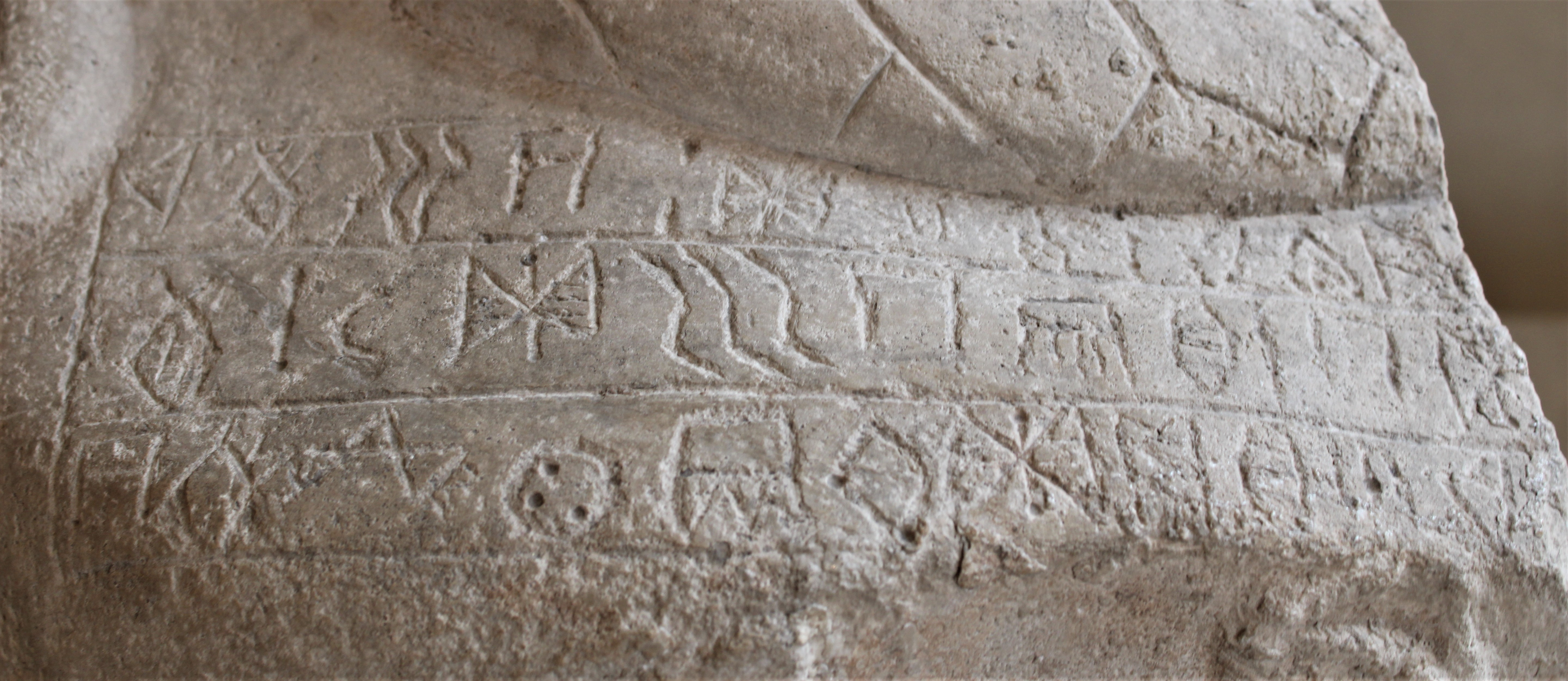
Galet perforé : Détail de l'inscription en écriture élamite linéaire.